# Linea nigra

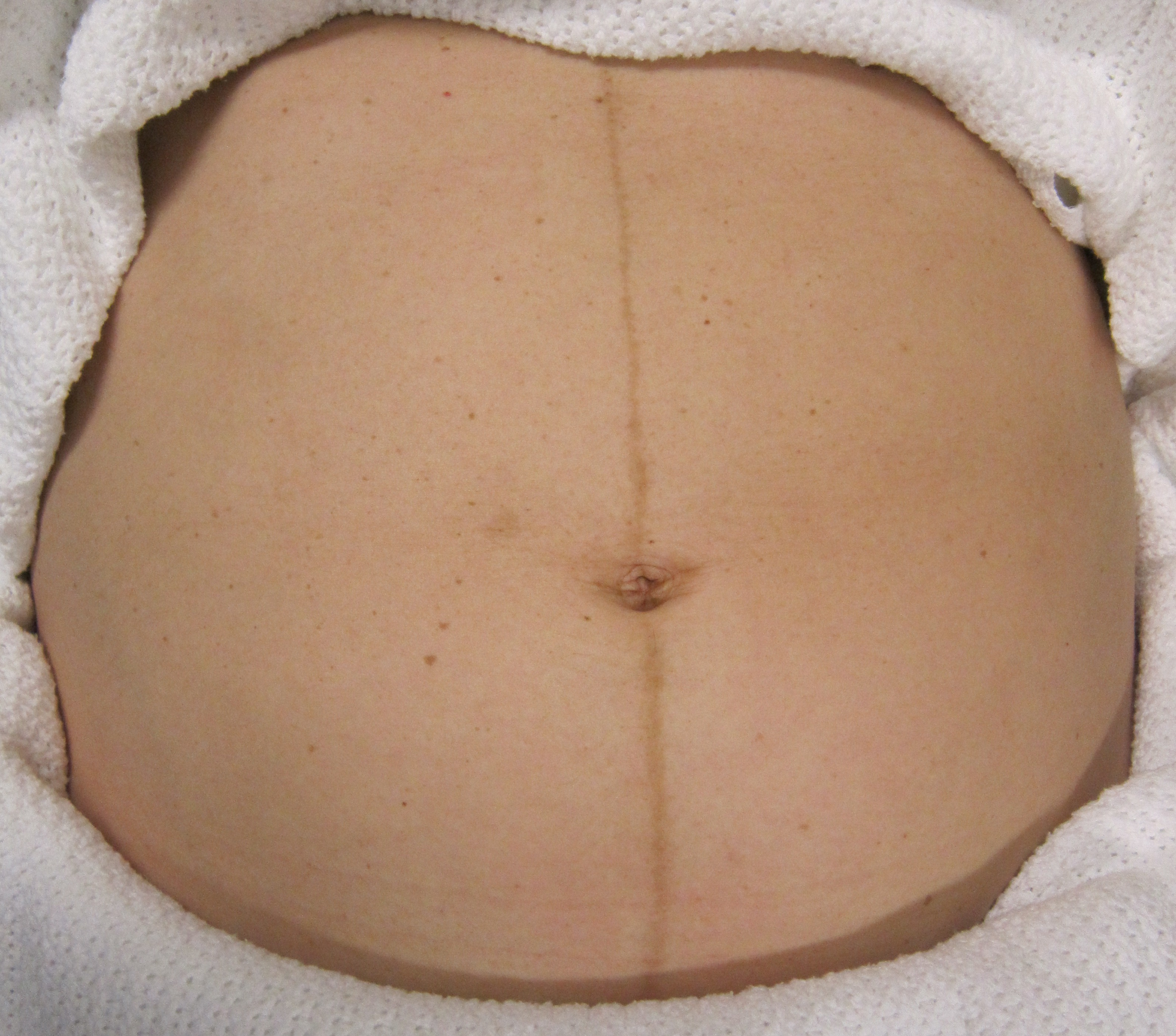
Linea nigra numa mulher grávida

Linea nigra (Latim para "linha negra") é uma linha vertical de cor escura que aparece no abdómen durante cerca de três quartos de todas as gravidezes. A parte escurecida tem geralmente cerca de um centímetro de largura. A linha corre verticalmente ao longo do meio do abdómen, desde a púbis até ao umbigo ou até ao topo do abdómen. Esta linha forma-se devido ao aumento da hormona estimulante dos melanócitos, produzida pela placenta e que também provoca melasma e o escurecimento dos mamilos.